# Marc Mitscher
Marc Andrew "Pete" Mitscher (n. 26 ianuarie 1887 – d. 3 februarie 1947) a fost un amiral american, din timpul celui de-Al Doilea Război Mondial, cunoscut în special despre faptul că a comandat în Pacific Forța Operativă Rapidă de Portavioane (Fast Carrier Task Force), iar în Bătălia de la Midway a comandat portavionul USS Hornet (CV-8). A comandat de asemenea atacurile de pe portavioane în bătăliile din Marea Filipinelor, Bătălia din Golful Leyte, Bătălia de la Iwo Jima și Bătălia de la Okinawa
Mitscher a fost consultat cu privire la posibilitatea lansării de bombardiere cu rază lungă de acțiune de pe puntea unui portavion, Mitscher fiind primul pilot al Marinei SUA. După ce el a afirmat că se poate, cele șaisprezece bombardiere B-25 ale raidului Doolittle au fost încărcate cu bombe pe puntea de pe bordul portavionului Hornet și au decolat să bombardeze Japonia, parcurgând 1.050 km și aterizând apoi în China cu rezervoarele goale.

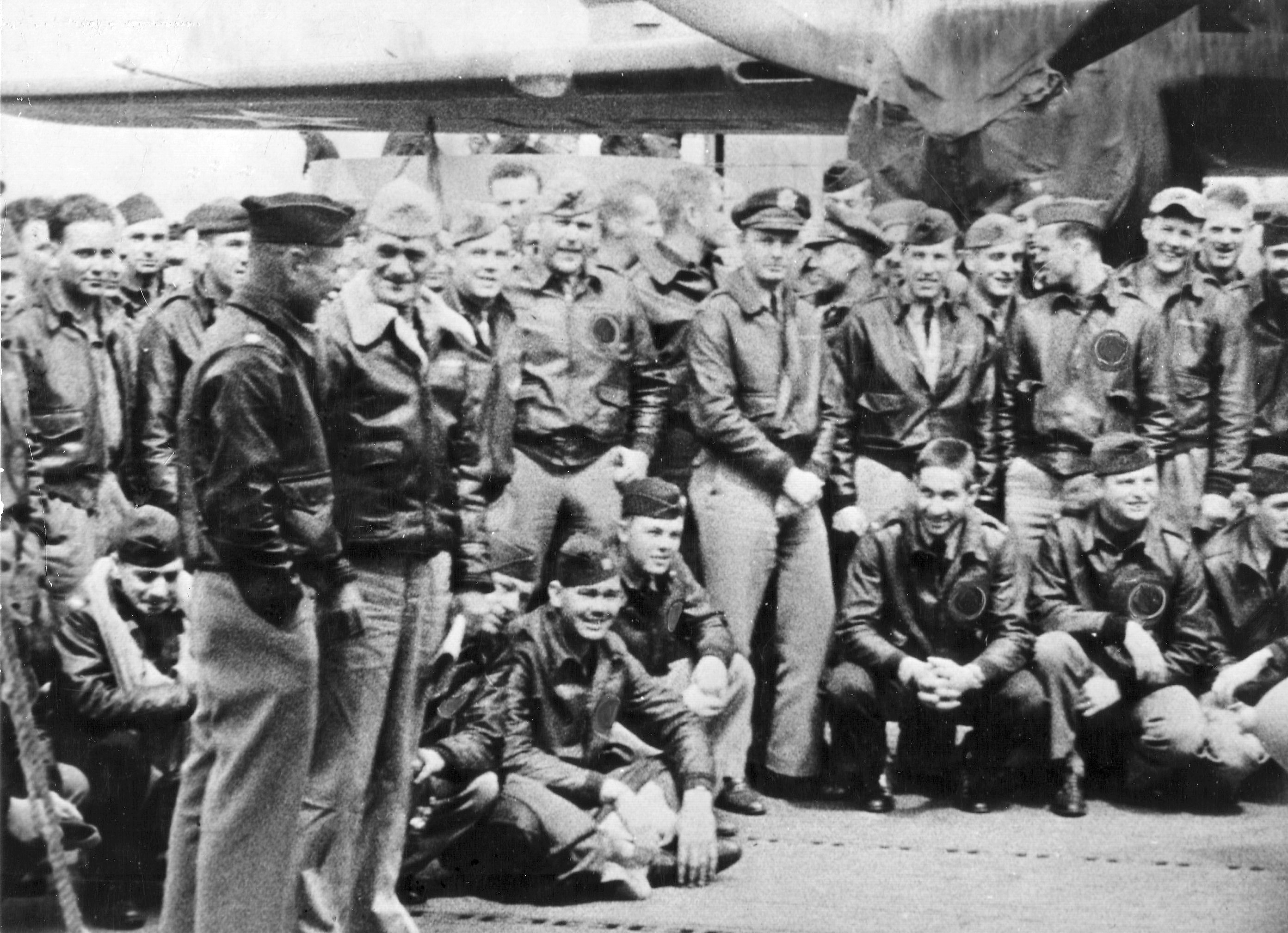
Marc A. Mitscher și James Doolittle pe puntea portavionului Hornet înaintea atacului asupra Japoniei.